# RS/6000
Seria RS/6000, obecnie zwana IBM pSeries – aktualna linia stacji roboczych, serwerów i notebooków produkcji IBM. Seria RS/6000, po raz pierwszy przedstawiona w 1990 r., zastąpiła serię RT-PC. Mikroprocesory montowane w RS/6000 są zgodne z mikroarchitekturami procesorów IBM POWER lub PowerPC oraz pozwalają na uruchamianie na nich systemów operacyjnych AIX, a także dystrybucji systemu GNU/Linux.
Dostępnych jest wiele modeli sprzętowych. Najbardziej zaawansowane obejmują serie eServer IBM Power (na przykład IBM Power 595) i korzystają z systemu operacyjnego AIX 6.1 lub GNU/Linux 2.6 dla procesora IBM POWER6.
Deep Blue był pierwszym komputerem, przy użyciu którego maszyna wygrała mecz szachowy przeciwko współczesnemu mistrzowi świata (Garriemu Kasparowowi) przy użyciu regularnej kontroli czasu. Jest to mocno równoległy, 32-węzłowy, oparty na RS/6000 SP system komputerowy rozszerzony o 480 układów VLSI wykonujących obliczenia związane z grą. Program do gry został napisany w języku C i działa pod kontrolą systemu operacyjnego AIX. Jest zdolny do analizy do 200 mln pozycji szachowych na sekundę.

## Najpopularniejsze modele RS/6000
- 7012-320 – pierwszy IBM RS/6000. Otwierał serię. Pokazany światu 30.06.1990
- 7007-N40 – laptop RS/6000. Zbudowany na procesorze PowerPC 50 MHz. Nowsze systemy AIX miały problem z wyświetlaniem grafiki.
- 6042, 6070 – tzw. IBM Power Series 830 i 850 (lub ThinkPad Power Series 830/850), miały zrewolucjonizować rynek komputerów osobistych i stać się komputerami do pracy i do domu, jednakże znikoma ilość oprogramowania i cena spowodowały klęskę projektu. Zawierały procesor PowerPC 604 lub 603e (w przypadku ThinkPad) taktowany zegarem 100 lub 133 MHz. Na maszynach tych działał Windows NT 4, próbny OS/2 Warp 3 for PowerPC oraz AIX, jednakże z powodu niekompatybilności komputer miał duże problemy wydajnościowe. W zestawieniach, komputery te często są pomijane z racji znikomej ilości sprzedanych egzemplarzy. Wiele osób w ogóle nie zalicza ich do RS/6000.
- 7017-S70 – pierwsza maszyna 64-bitowa. Zaprezentowana 6.10.1997. Obsługiwała do 12 procesorów 125 MHz
- Seria 7043 – wolno stojące komputery często spotykane obecnie w prywatnych zastosowaniach
  - 7043-140 – oparty na PowerPC 604e, najczęściej w wersji 200 MHz. Pozwala na uruchomienie systemu AIX 5.1
  - 7043-150 – oparty na PowerPC 604e, najczęściej 375 MHz. Pozwala na uruchomienie systemu AIX 5.3
  - 7043-240 – dwuprocesorowa wersja 7043-140. Niemal niespotykana
  - 7043-260 – dwuprocesorowy komputer oparty na procesorze POWER3 64-bitowym. Zaletą jest duża (32) ilość slotów na stosunkowo tanią pamięć RAM. Wadą – duża masa i jak na wolno stojący komputer duże rozmiary.
- Seria 7044 – wolno stojące komputery. Linia jest kontynuacją serii 7043.
  - 7044-170 – RS/6000 najczęściej obecnie spotykany w zastosowaniach prywatnych. Stosunkowo nieduży (porównywalny z PC Midi-Tower), zbudowany na procesorze Power3-II 64-bitowym (300, 400 oraz 450 MHz). Wadą jest obecność tylko czterech gniazd pamięci RAM, przez co maksymalna jej ilość ograniczona jest do 2 GB. Pozwala na uruchomienie AIX 5.3
  - 7044-260 – czteroprocesorowa (i odpowiednio większa) wersja 7044-170. Procesory Power3-II taktowane są zegarem 375 MHz. Wadą jest duża (~50 kg) masa i duże rozmiary.
- 9112-265 – dwuprocesorowa maszyna zbudowana na procesorach Power3-II 64-bitowych 450 MHz. W stosunku do 7044-170 dodano redundatne zasilacze oraz dodatkowe gniazda pamięci RAM. Wadą jest mała liczba półek na dyski twarde. Pozwala na uruchomienie AIX 5.3
- 9114-275 – jedno- lub dwuprocesorowa maszyna zbudowana na procesorach Power4+ 64-bitowych taktowanych 1 GHz lub 1,45 GHz. Wadą jest niemożność rozbudowy wersji jednoprocesorowej do dwuprocesorowej. Zaletą jest standardowa dostępność dysków Hot-swap. Jest najprostszą maszyną pozwalającą na uruchomienie systemu AIX 6.